# Амид кобальта(III)
Амид кобальта(III) — неорганическое соединение,
производное аммиака с формулой Co(NH2)3,
коричневое кристаллы,
растворяется в воде.

## Получение
- Действие на раствор нитрата гексаамминкобальта(III) в аммиаке амида калия:

{\displaystyle {\mathsf {Co(NH_{3})_{6}(NO_{3})_{3}+3KNH_{2}\ {\xrightarrow {}}\ Co(NH_{2})_{3}+6NH_{3}+3KNO_{3}}}}

## Физические свойства
Амид кобальта(III) образует коричневый слабо пирофорный порошок.
Растворяется в воде с медленным разложением.

## Химические свойства
- Разлагается при нагревании в вакууме:

{\displaystyle {\mathsf {Co(NH_{2})_{3}\ {\xrightarrow {40-50^{o}C}}\ CoN+2NH_{3}\uparrow }}}
- Медленно реагирует с водой:

{\displaystyle {\mathsf {Co(NH_{2})_{3}+3H_{2}O\ {\xrightarrow {}}\ Co(OH)_{3}+3NH_{3}}}}